# Omnidens amplus
Omnidens amplus (лат.) — вымерший вид крупных кембрийских животных, единственный в составе рода Omnidens. Известен только по находкам крупных ротовых аппаратов, первоначально ошибочно принятых за ротовые части аномалокаридид. Когда вид был назван, то считался гигантским приапулидом, но теперь его рассматривают как представителя группы Panarthropoda. Ротовой аппарат животного очень похож на таковой у более мелкого динокарида Pambdelurion, что указывает на вероятное близкое родство или даже синонимию этих таксонов. Предполагается, что при максимальной длине тела в 1,5 м Omnidens был крупнейшим из известных свободноживущих кембрийских организмов. Окаменелости Omnidens найдены в маотяньшаньских сланцах.

## История
Первый найденный образец Omnidens был описан в 1994 году. В то время его определили как ротовой конус аномалокаридида и приводили в доказательство того, что аномалокаридиды могли вырастать до 2 м в длину. Позже окаменелости Omnidens были описаны как образцы Peytoia и Parapeytoia, пока, наконец, не были признаны отдельным видом в 2006 году и названы Omnidens amplus. В этот раз животное охарактеризовали как гигантского приапулида, не меньше 1 м в длину, намного превосходящего по размеру большинство известных приапулид. Позже Omnidens идентифицировали как близкого родственника жабрового лобопода Pambdelurion.

## Описание
Omnidens известен только по частям ротового аппарата. Сохранившиеся ротовые органы должны были образовывать короткую мускулистую, потенциально выступающую глотку, окружённую кругами колючих склеритов, которые напоминали скалиды приапулид, киноринхов и лорицифер. На внутренней части глотки также располагались несколько рядов глоточных склеритов. Учитывая внушительные размеры сохранившегося ротового аппарата, исследователи предполагают, что Omnidens достигал длины до 1,5 м. Внешне он, вероятно, напоминал своего ближайшего родственника Pambdelurion. Колючки, сохранившиеся возле ротовых органов Omnidens, могут принадлежать лобным придаткам, как и у других артропод (членистоногих) из стволовой группы.

## Классификация
Omnidens классифицируется как артропод стволовой группы. Он настолько похож на Pambdelurion, что эти два таксона могут быть синонимами, но неизвестно ни одного экземпляра Pambdelurion из тех же слоёв, что и Omnidens. Не исключено, что ротовой аппарат Omnidens принадлежит лобоподам Megadictyon или Jianshanopodia, обитавшим в те же времена.

## Распространение
Omnidens является частью чэнцзянской биоты в Китае, которая существовала примерно 520 млн лет назад, во время формирования кембрийского яруса 3. Ротовые органы, похожие на Omnidens, также обнаружены в немного более молодых лагерштеттах Xiaoshiba. Pambdelurion, чьи ротовые органы почти идентичны ротовым органам Omnidens, происходят из лагерштеттов Сириус-Пассет в Гренландии.